# 5479 Grahamryder
5479 Grahamryder este un asteroid din centura principală de asteroizi.

## Descriere
5479 Grahamryder este un asteroid din centura principală de asteroizi. A fost descoperit pe 30 octombrie 1989 la Cerro Tololo de Schelte J. Bus. Asteroidul prezintă o orbită caracterizată de o semiaxă mare de 2,57 ua, o excentricitate de 0,22 și o înclinație de 13,4° în raport cu ecliptica.